# Імпровізована броня

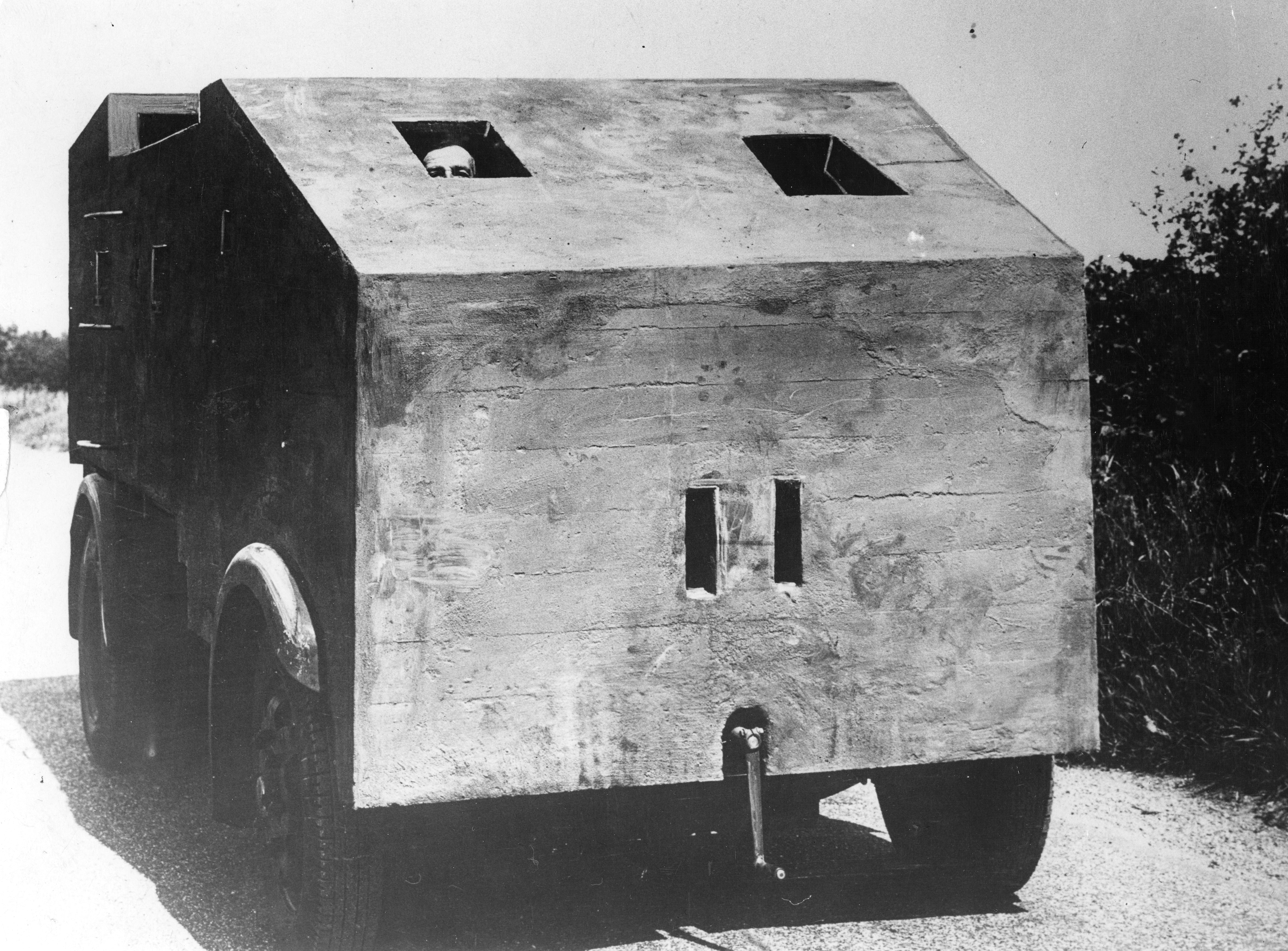
Bison, британський бетонний бронеавтомобіль часів ДСВ

Імпровізована броня — це елементи пасивного захисту, що додаються або на цивільну техніку, перетворюючи її на імпровізовані бойові машини, або на військову, для посилення захисту вразливих місць. Зазвичай імпровізована броня додається в польових умовах або створюється кустарно волонтерами для перекриття потреб недостатньо оснащеної армії. Часто така броня робиться некваліфікованими людьми без розуміння фізичних властивостей матеріалів та дії боєприпасів, тож ефективність може бути низька або взагалі відсутня.
Коли це броня неброньованих машин, вона може робитись із неброньової сталі, металобрухту, полін абощо. На бронетехніці крім вказаного можна також зустріти саморобні протикумулятивні решітки, протидронові сітки, мішки з піском, гусеничні траки. Можливість використання матеріалів обмежується лише фантазією творців та доступністю: так, відомі випадки кустарного бронювання бетоном, цеглою, металевими ланцюгами, частинами знищеної бронетехніки. Імпровізована броня може бути композитною, рознесеною (як протикумулятивні ґратки), динамічною (польове встановлення динамічного захисту нестандартними способами).

## Рання історія
Одна з перших згадок про імпровізовану бронемашину датується 1900-м роком, коли британці додали бронювання до парового трактора для протидії партизанській тактиці бурів в Другій англо-бурській війні. Ще раніше з'явились бронепоїзди: відомо про їх застосування під час Громадянської війни в США (1861—1865), Франко-прусській війні (1870—1871) тощо.
Один із перших прототипів гантрака з'явився 1902 у Франції, це був Charron modèle 1902.
Під час Великоднього повстання 1916 року британські війська використовували в Дубліні вантажівки з бронекузовами, зробленим з кількох димових камер паротягів.
Із парових котлів також виготовляли бронемашини, прозвані tiznao (від ісп. tiznado —запальний або закоптілий) іспанські націоналісти під час Громадянської війни 1936—1939 рр.

## Друга світова війна
Під час евакуації з Дюнкерку Британія втратила значну кількість своєї важкої техніки та опинилась під загрозою вторгнення з боку Третього Райху. Тому британці були змушені в прискорених темпах розробляти бронетехніку для захисту стратегічних об'єктів. Наприклад, відомими є бронеавтомобіль з бетонною бронею 150-мм товщини (або «мобільна ДОТ») Bison (випущено дві-три сотні) та Armadillo (випущено 877), вантажівка із встановленим кузовом наступної будови: два шари суцільних дошок, між якими насипано 150-мм шар гравію. Обидві машини мали захищати аеродроми від імовірного десанту та могли витримати постріли з ручної зброї, включаючи кулемети. Випускались також і більш класичні імпровізовані машини зі сталевою бронею, як от Bedford OXA та Leyland Beaver-Eel.
Під час війни почала з'являтись практика встановлення гусеничних траків та рідше котків поверх броні. Використовувались багатьма сторонами війни, включаючи США, СРСР, Третій Райх (були навіть спроби використовувати бетон для посилення броні) та Велику Британію. Також використовувались поліна та мішки з піском на техніці. Ефективність такого захисту досі під питанням, бо він не покращував стійкість броні належним чином, а іноді навіть призводив до негативних наслідків, зводячи на нуль похилість броні «Шерманів» чи Т-34; за іншими результатами, дальність пробиття кінетичними боєприпасами дещо знижувалась. Тим не менше, проти кумулятивних снарядів це було майже неефективно.

Радянські танкісти в пошуках способів протидії німецьким кумулятивним боєприпасам приварювали до танків пружинні ліжка. В США також відбувались такі експерименти, але результат був визнаний незадовільний проти потужних пізніх Panzerfaust.

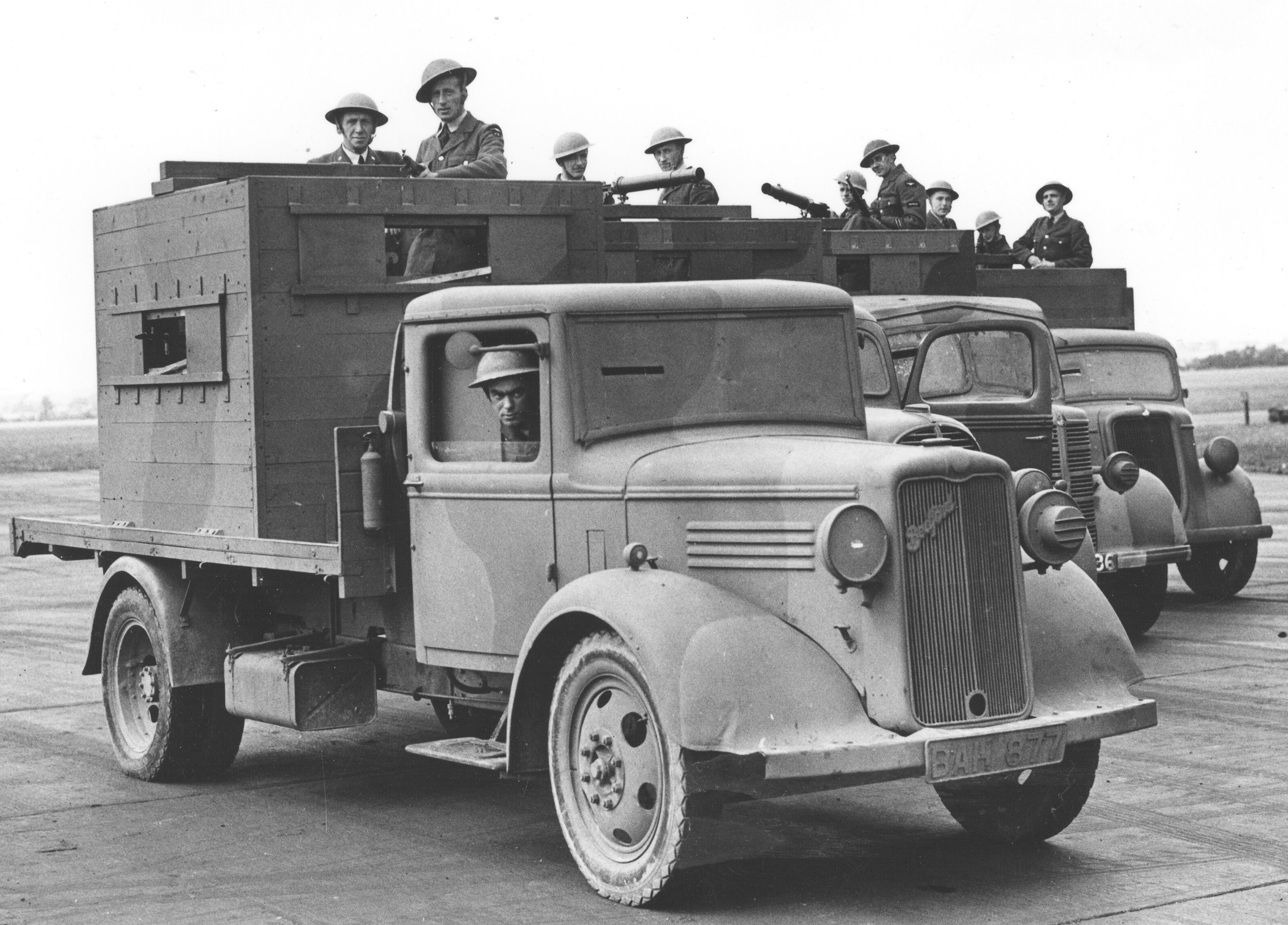
Armadillo
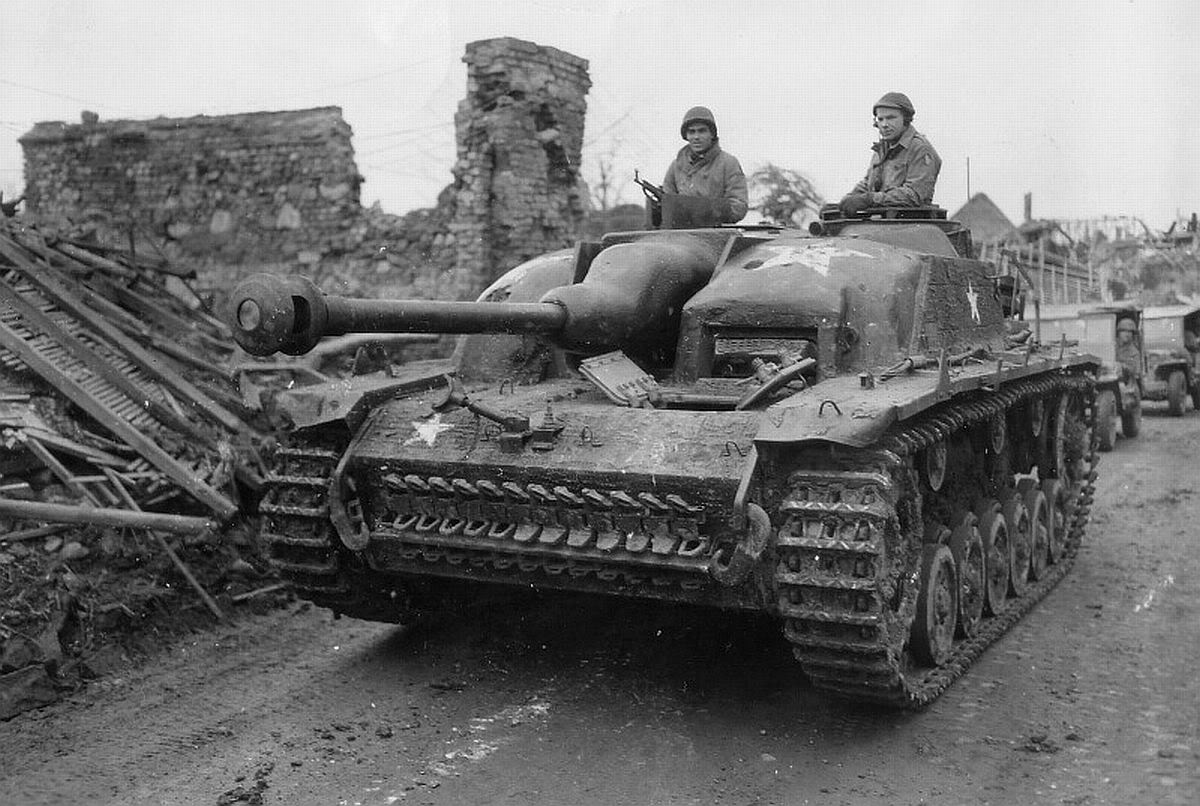
StuG III з бетонною бронею
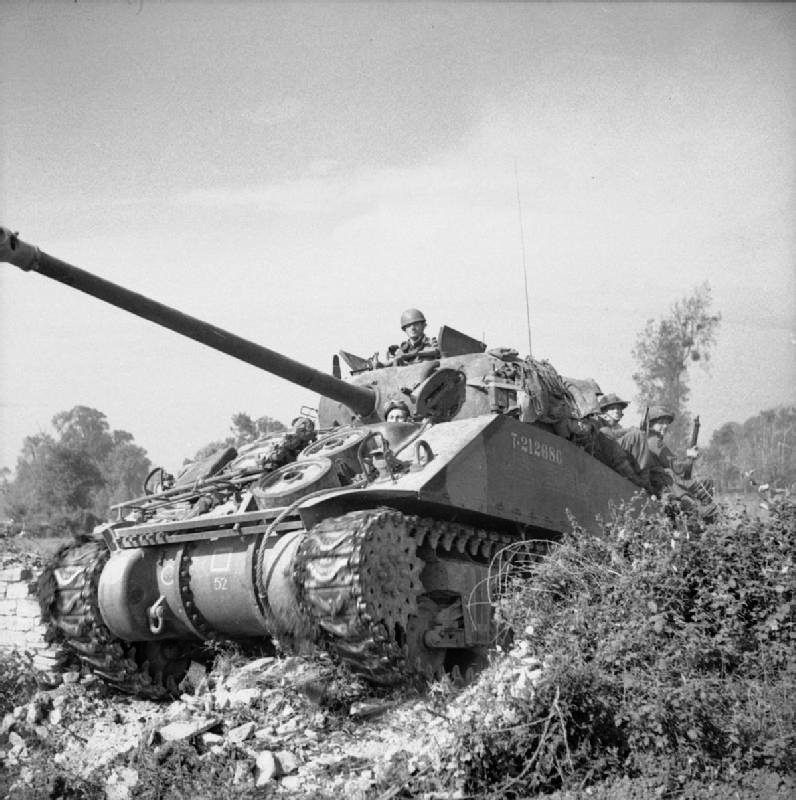
Sherman Firefly з котками та траками

## Родезія

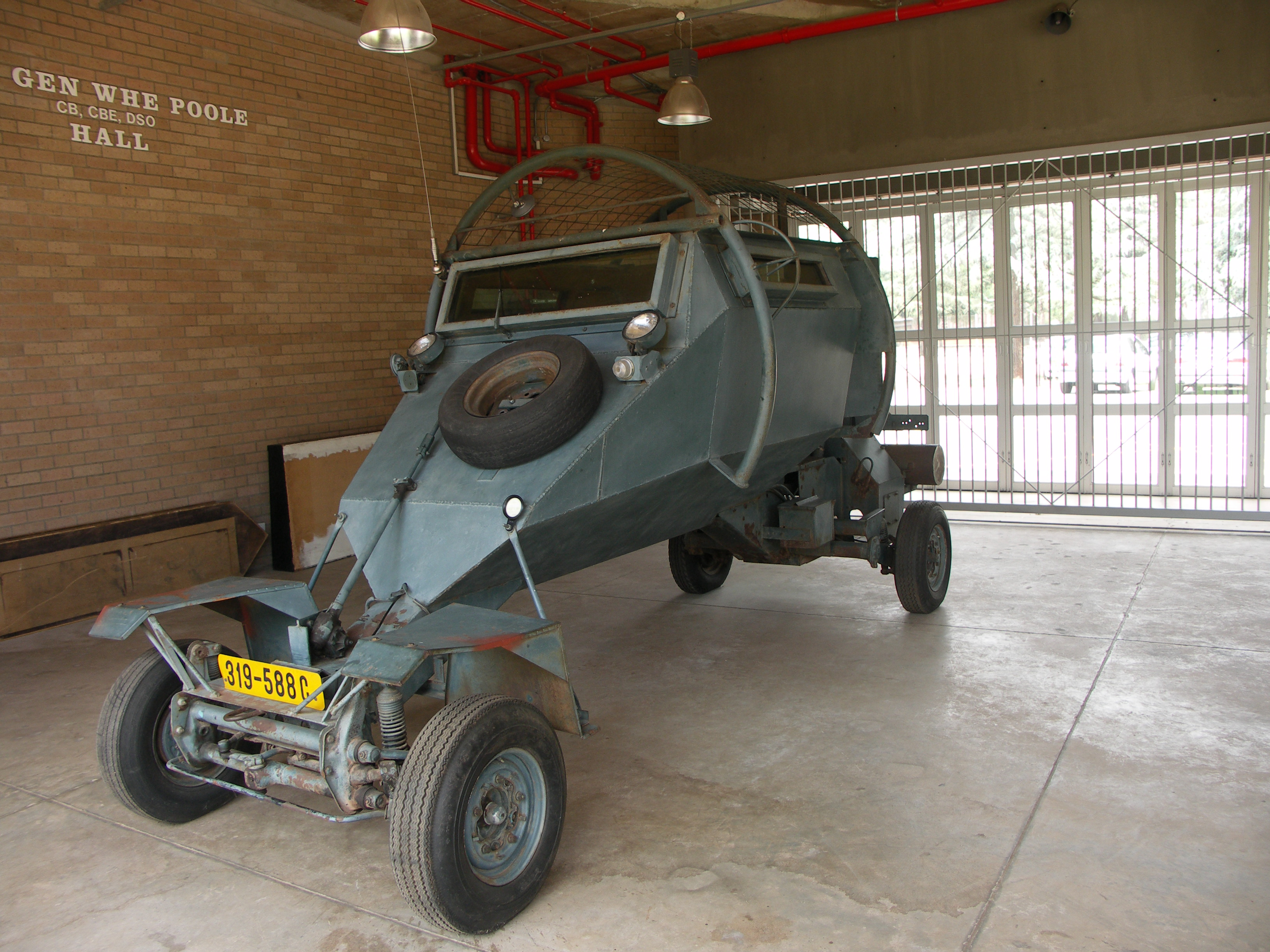
Родезійський Leopard

Родезія відома тим, що під час Громадянської війни в 1970-х там було створено перших далеких «предків» сучасних MRAP через постійні мінування доріг. На шасі цивільних автівок створювались машини з високо піднятою бронекапсулою V-подібної форми. Найвідомішими машинами цього сімейства є бронеавтомобіль Leopard, бронетранспортер Crocodileта протимінна інженерна машина Pookie.

## Близький Схід

### Американська армія

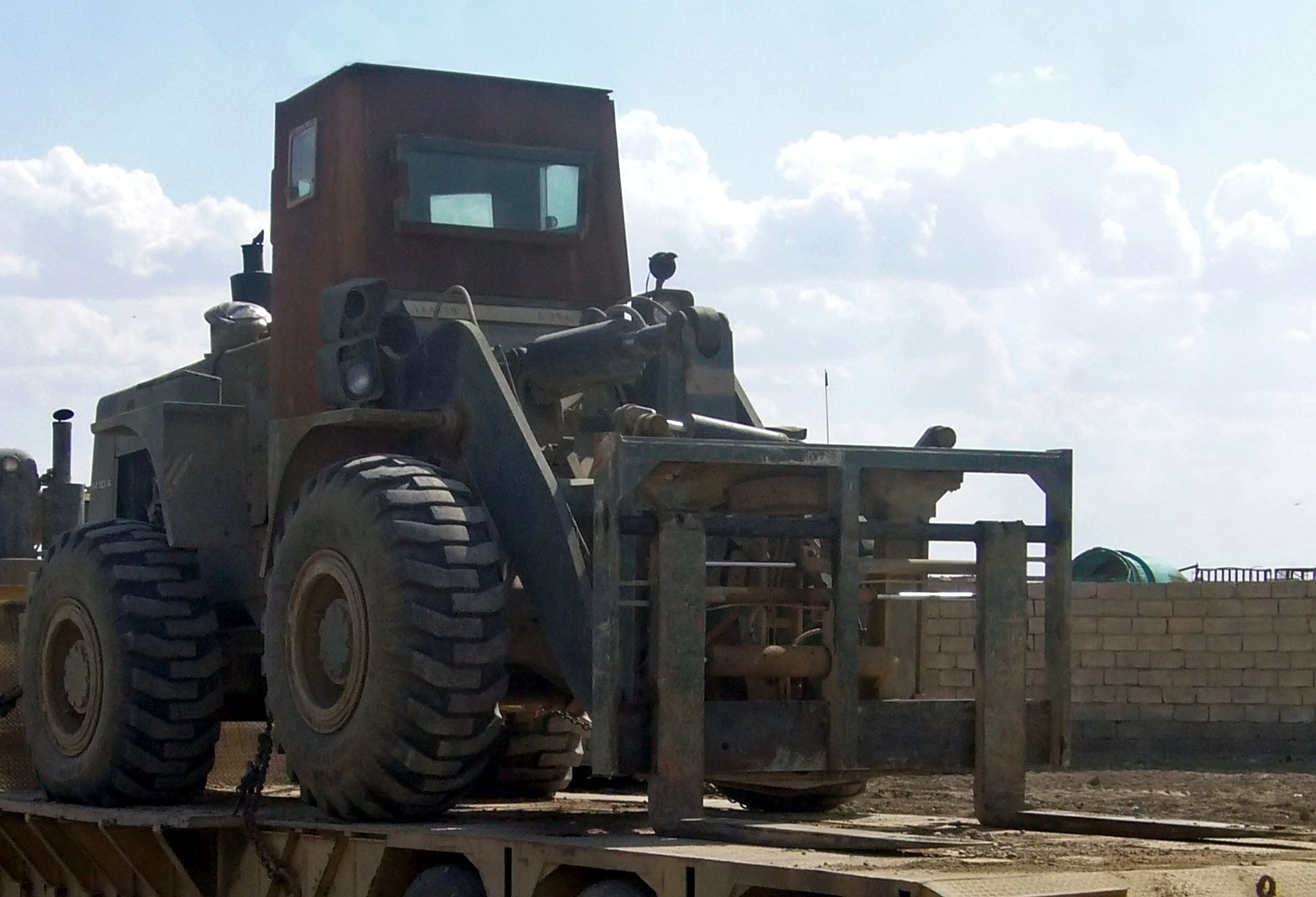
Броньований автонавантажувач

Гантраки з виготовленими на місці бронеплитами та мішками з піском з'явились в Армії США ще за Війни у В'єтнамі (1959—1975) для захисту від засідок. Подібні проблеми виникли й після вторгнення в Ірак (2003), коли почалась партизанська війна: іракські повстанці мінували дороги та влаштовували засідки на військові конвої. Тому військові бронювали свою не- та легкоброньовану техніку тим, що попадало під руку: металобрухт, кевлар, балістичне скло тощо. Таку броню іноді називали hillbilly armor (англ. «селюцька броня»), hajji armor (англ. «хаджійська броня») або farmer armor (англ. «фермерська броня»). Офіційні представники Армії радили вкривати дно HMMWV мішками з піском для захисту від мін. Також з 2003 року почала застосовуватись заводська навісна броня.
Кустарні практики бронювання стали широко відомими після того, як 8 грудня 2004 року, американський військовий запитав тогочасного Міністра оборони США Дональда Рамсфелда про те, «чому вони, солдати, повинні перекопувати місцевість в пошуках металобрухту та пошкодженого балістичного скла, щоб добронювати техніку». Після медійного шуму Президент США Джордж Буш заявив, що солдати «заслуговують на найкраще». Після цього було прискорено перехід на броньовані версії військових машин та випуск комплектів навісної броні.
Зрештою, досвід коаліційних сил в Іраку став початком для нових підходів до бронювання військової техніки, таких як автомобілі MRAP та стратегія бронювання LTAS.

### Ірак
В 1988—1990 роках деяка кількість іракських танків Т-55 (ймовірно, від 5 та 8) отримали комплекти для захисту від КС, що складались із шарів металу та гуми, між якими були проміжки в кілька сантиметрів. Танк неофіційно відомий як T-55 Enigma.

### Війська Сирії та Росії
Відомо про використання доброньованих БРДМ-2 ЗС Сирії та ПВК Вагнера з протикумулятивними решітками.
4-та танкова бригада ЗС Сирії відома використанням багатошарового рознесеного бронювання на танках, бульдозерах та ЗСУ-23-4. Попередниками таких рішень були танки, поверх броні яких прикріплювали відстріляні гільзи або цеглу. Відомо про такі моделі (їх назви умовні, використовуються для розрізнення):
- T-72 Mahmia (араб. «захищений»), оснащується коробками з невідомим наповненням на відстані від основної броні, решітками та звисаючими ланцюгами; подібний захист був помічений і на ЗСУ-23-4. Були також помічені танки, вкриті решітками майже повністю[5].
- T-72 Shafrah (араб. «бритва»), оснащується тонкими композитними пластинами; подібний захист був помічений і на БМП-1 та ЗСУ-23-4[32].

### Ісламська Держава
Ісламська Держава в Сирії, Іраку та Лівії виготовляє значну кількість кустарних штурмпанцерів, шахідмобілів з різної техніки: автомобілів, вантажівок, ББМ, танків та навіть кар'єрних самоскидів. Зазвичай, броня ІД дуже груба та складається із значної кількості наварених на машину шматків металобрухту, але зустрічаються і доволі якісні зразки. Цікавими є їх важкоброньовані «бойові трамваї» — довгі імпровізовані броньовики на базі БТРів та важких вантажівок з багатошаровою бронею та відкритим кузовом для бійців.
Танки та ББМ ІД доволі часто оснащаються протикумулятивними решітками або екранами, за які кладуть мішки з піском, гравій або бетон; також використовується деревина. Відомим є дуже дивне використання свого роду «наметів» на танках: на них наварюються великі металеві рами, з яких звисають мотузки чи тканина, ймовірно, для камуфлювання. Також відомо про самостійне встановлення ДЗ на танки.

### Загони народної оборони
Загони народної оборони (курди) часто модифікують трофейну техніку додатковими елементами захисту: кулеметними щитками, саморобними баштами з уламків бронеавтомобілів та протикумулятивними решітками сумнівної ефективності. Також вони використовують різні штурмпанцери на базі вантажівок та тракторів. Кустарно виготовляються також нові башти та корпуси для БРДМ-2.

## Латинська Америка
В Мексиці з 2006 року відбувається нарковійна між картелями та урядовими силами. Для захисту свого товару від поліції та інших картелів, будуються так звані «нарко-танки» (англ. narco tank, ісп. narco tanque) — різного роду кустарно броньовані машини, від пікапів з бронекузовами до повністю броньованих гантраків з кулеметами.

## Російсько-українська війна (2014-т.ч.)

### Війна на сході України
В 2014 році з початком війни на сході України доволі швидко виплив низький рівень оснащення ЗСУ, тож волонтери, воїни та іноді навіть заводи почали будувати імпровізовані броньовані машини для ЗСУ самостійно.

### Російське вторгнення в Україну (2022)
З перших тижнів повномасштабної війни почали з'являтись фотографії використання росіянами саморобного бронювання. Наприклад, вразливі місця танків намагались закрити мішками з піском чи полінами. Також були помічені різноманітне «колгоспне» бронювання автомобільної техніки: груба деревина, профнастил та броньові частини, зняті з підбитої бронетехніки.

Також помічено доволі багато динамічного захисту, встановленого нестандартно. Найрадикальніші та найбезглуздіші модифікації прозвали «бурятським тюнінгом». Також було неодноразово помічено встановлення росіянами «Контакту-1» на неброньовану або легкоброньовану техніку, ефективність чого є під сумнівом: один блок такого ДЗ містить 280 г вибухівки і недостатньо броньована машина може не витримати такого вибуху.

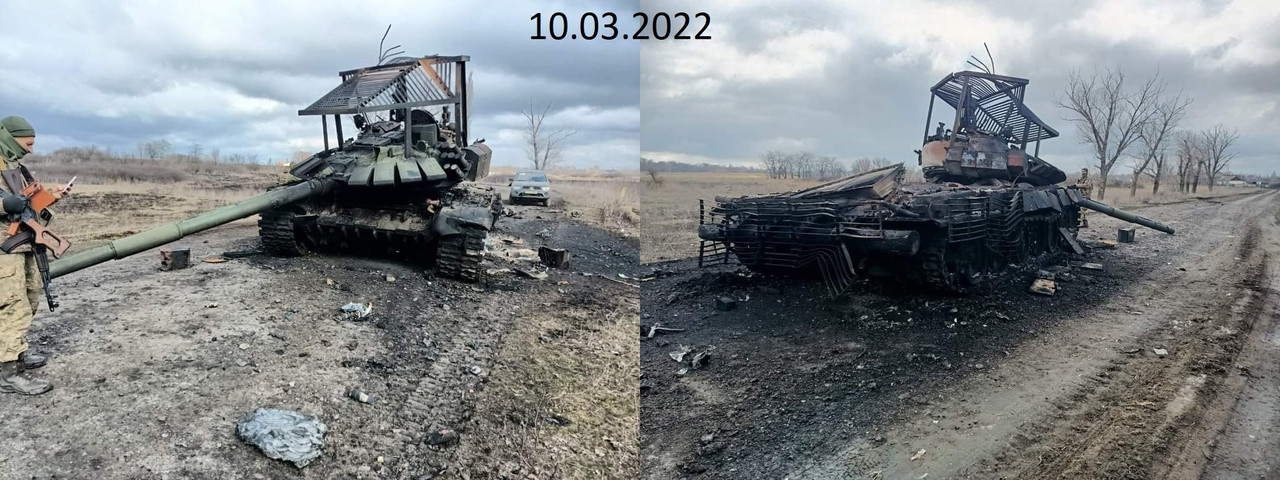
Т-72Б3М з «мангалом»

### «Мангал»
В серпні 2021 року стало відомо, що російські танки починають оснащуватись специфічними решітками, привареними на баштах, подібні до сирійських експериментів з T-72 Mahmia. Згодом ці решітки були помічені на багатьох танках, що брали участь у вторгненні, включаючи розконсервовані Т-62М та навіть новітній Т-90М. Достеменно невідомо, для чого саме призначені ці решітки, серед припущень найпопулярнішими є наступні: для протидії ПТРК Javelin, що атакують танк у найменш захищений дах башти; для протидії боєприпасам БПЛА; для покращення захисту від ручних гранатометів із кумулятивними боєприпасами. Такий захист одразу викликав скепсис щодо своєї ефективності, але це спричинило занепокоєння в світі, як можлива підготовка до вторгнення.
В кінці грудня 2021 українські військові провели тестування аналогічних решіток і довели їх неспроможність проти «джавелінів». Самі ж російські танкісти зрештою відзначили, що решітки на башті заважають роботі кулемета, можуть спричинити згоряння радіостанції від замикання, заважають евакуюватись із танка при підбитті, а також збільшують силует танка.
В українських медіа ця конструкція здобула назви «мангал», «намет», «протиджавеліновий козирок». У англомовному просторі вони стали відомими як cope cage («клітка копінгу» від англ. to cope — здолати, впоратись), grill (англ. гриль, мангал) та umbrella (англ. парасолька). Самі ж російські військові прозвали їх «козирками від сонця» (рос. козырёк от солнца) або протиракетними козирками (рос. противоракетный козырёк).
В жовтні 2022 року білоруська армія показала свої імпровізовані рішення сумнівної ефективності для захисту від українських протитанкових засобів, у вигляді решіток, металевих пластин, шин та іншого сміття. Також було показано танк Т-72Б, повністю вкритий протикумулятивними решітками (в тому числі «мангал») та своєрідним «засобом інфрачервоної протидії» — теплової пастки у вигляді жарівні, винесеної на кілька метрів за корму танку. Такий «захист», ймовірно, створено за мотивами аналогічного російського, показаного в серпні 2021 на Т-90АК; принцип його роботи полягає в тому, що ракета з інфрачервоною ГСН має навестись на жарівню. В англомовному інтернеті з'явилась назва cope bucket («відро копінгу», аналогічно cope cage вище).
У квітні 2023 року було помічено зразки танків Т-72Б3, у яких на «мангал» було встановлено елементи динамічного захисту «Контакт-1».

### Протидронові сітки
Російські «мангали», які початково передбачались як захист від Javelin і показали себе абсолютно неефективно, виявились цілком дієвими проти малих БПЛА. Пізніше, з поширенням мультикоптерів, що скидають боєприпаси, та дешевих малих баражуючих боєприпасів, як от FPV-дрони та російські «Ланцети» обома сторонами війни, з'явилась потреба захищати військову техніку від подібних засобів. Один такий дрон вартістю від кількох сотень до кількох десятків тисяч тисяч доларів може знищити техніку вартістю в мільйони доларів. Тому обидві сторони почали створювати імпровізовані засоби для захисту від БПЛА. Одним із найбільш поширених засобів захисту стали різноманітні сітки та решітки, які можуть зупинити падіння вільнопадного боєприпаса (наприклад, ручної гранати з мультикоптера), спричинити передчасний вибух кумулятивного заряда дрона (для таких малих боєприпасів це зниження є суттєвим) або запобігти його детонації через ушкодження.

Такі сітки варіюються від рабиці, натягнутої на гілках або каркасі з дерев'яних палиць, що не прикріплена до техніки та встановлюється над вогневою позицією або місцем стоянки, до приварювання сіток або решіток безпосередньо до техніки. І росіяни, і українці почали активно встановлювати легкі сітки на власну техніку, в тому числі самохідну артилерію, танки та РСЗВ. Зафіксовано навіть встановлення такої сітки на Challenger 2.

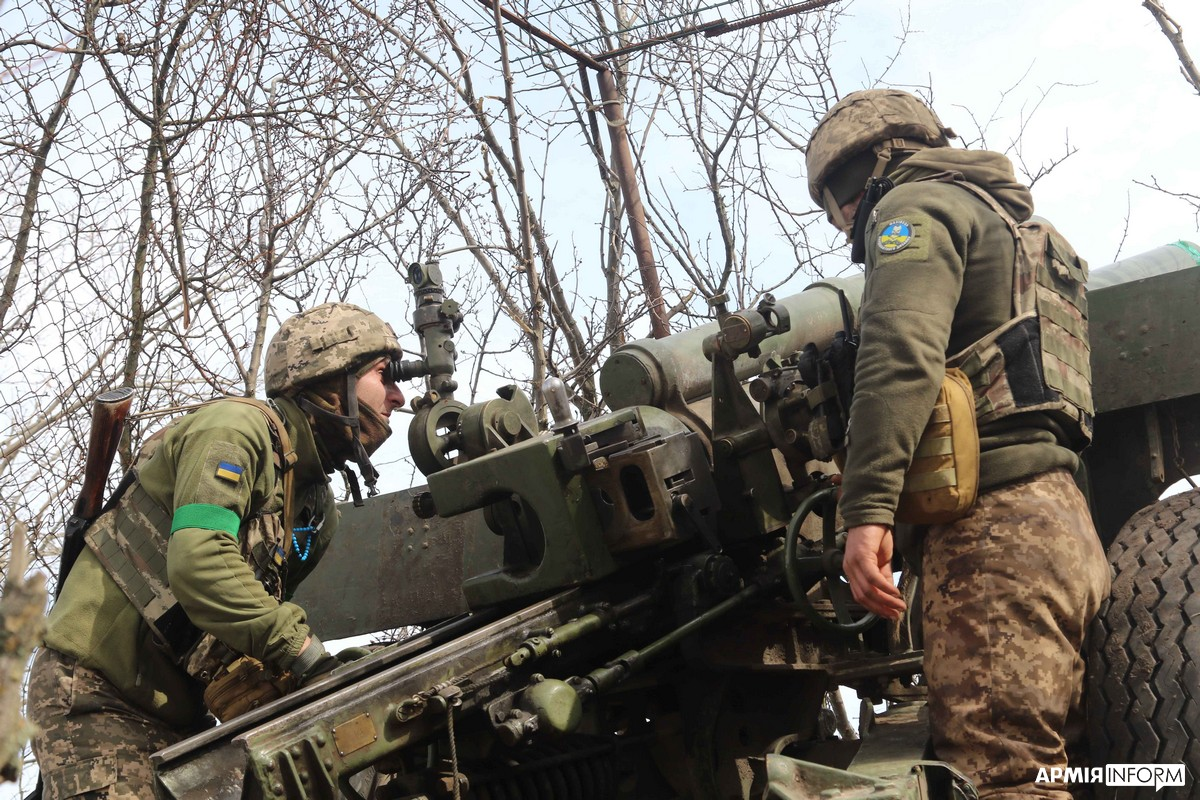
Українська M101, захищена згори решіткою та рабицею з боків
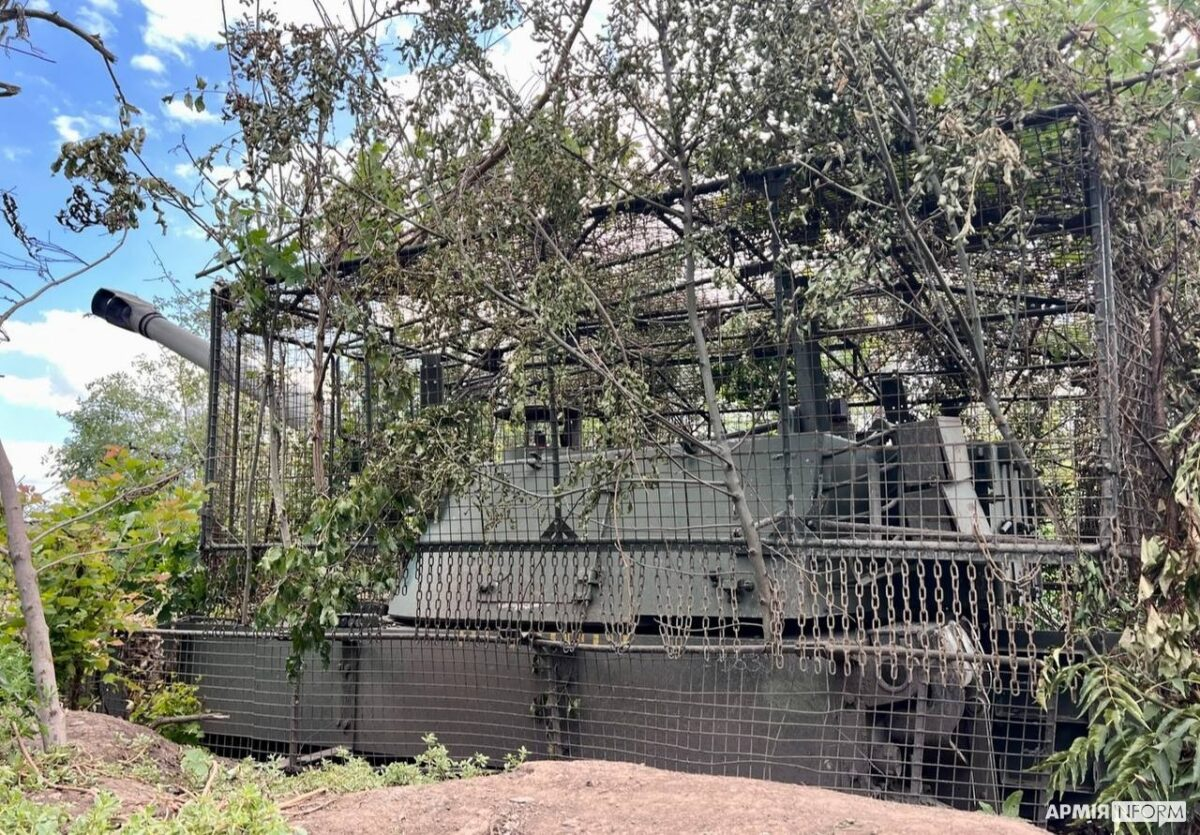
Українська M109 з прикріпленою сіткою з круговим захистом
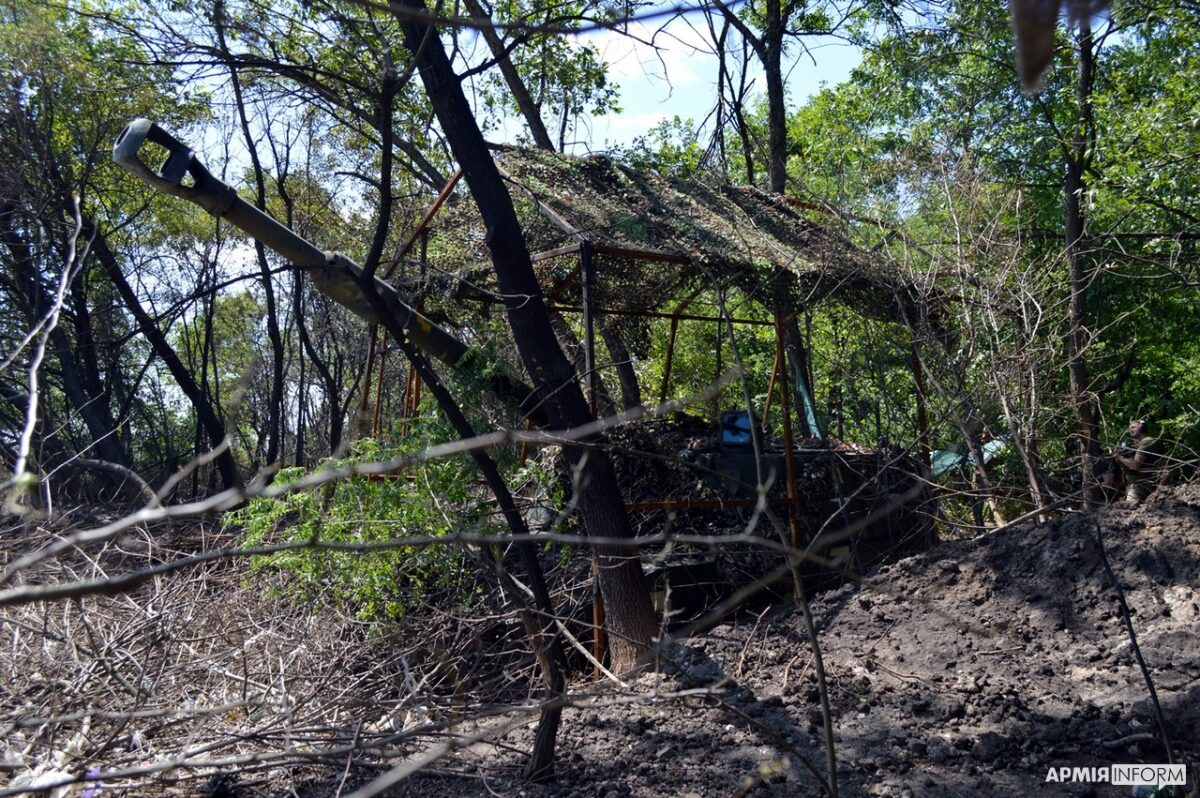
M109A4 17 ОТБр з сітчатим дашком
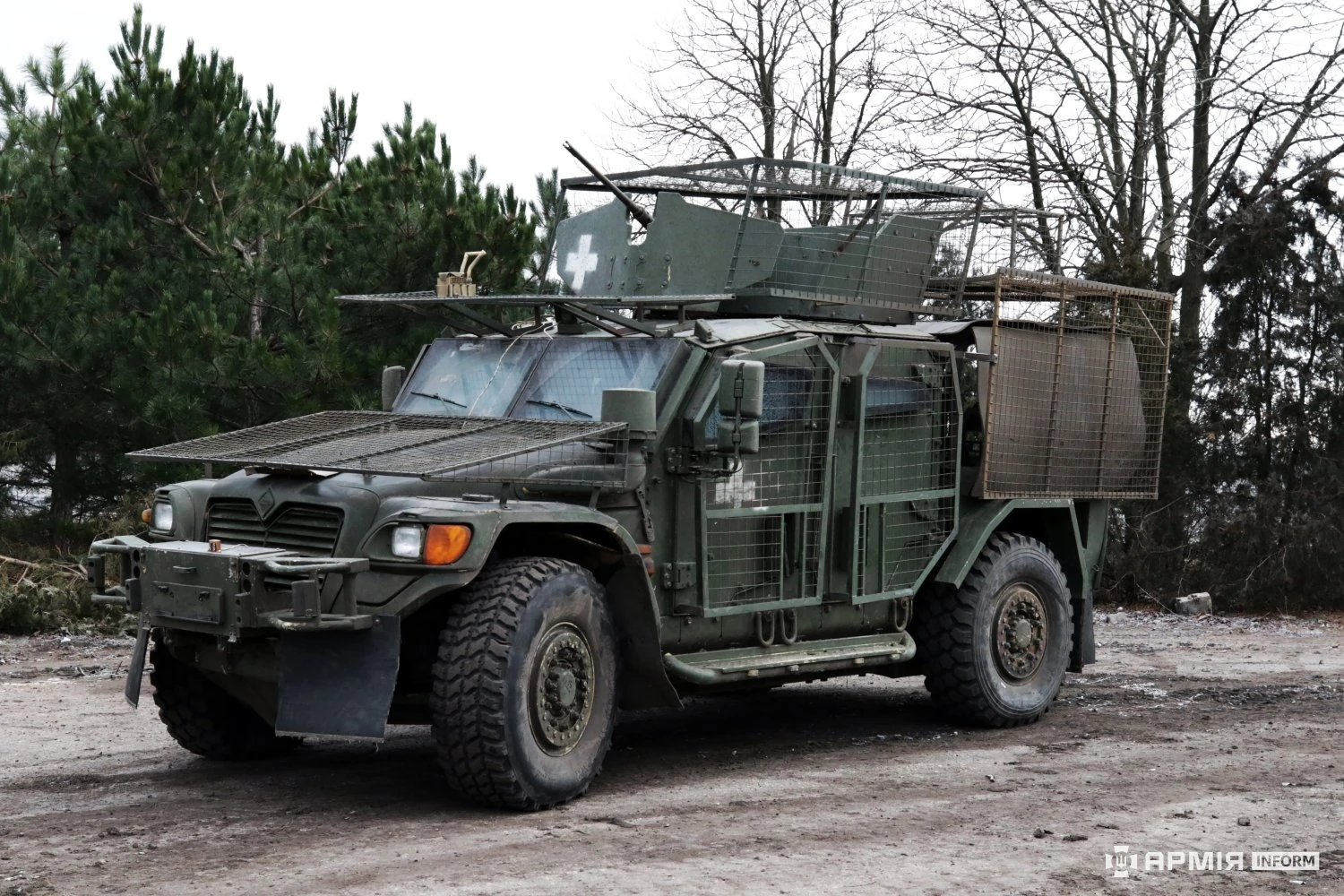
Український Husky з імпровізованими продидронними решітками

## Невійськове використання
2004 року Марвін Гімеєр, зварювальник, власник майстерні в Гренбі, штат Колорадо, після тривалого конфлікту з владою міста та компанією Mountain Park (цементний завод), обладнав бульдозер Komatsu D355A-3 бронею і зруйнував 13 адміністративних будівель, після чого покінчив життя самогубством. Ця подія також відома в ЗМІ та інтернеті як «Війна Марвіна Гімеєра». Бульдозер, прозваний Killdozer (англ. «бульдозер-вбивця»), мав композитну броню зі сталі, бетону та плексигласу, а камери огляду були захищені 8-см шаром пластику; машина витримувала постріли з вогнепальної зброї та гранати.